# Танатар Севастян Мойсейович
Севастя́н Мойсе́йович Танатар  (* 19 (7) жовтня 1849, Одеса — † 13 грудня (30 листопада) 1917, Одеса) — український хімік караїмського походження.

## Життєпис
Навчався в гімназії Сімферополя, 1872 року закінчив Новоросійський університет зі ступенем кандидата природничих наук.
Протягом 1873—1874 років за кордоном займався поглибленням знань по хімії та технології.
Засновник школи неорганічної хімії на медичному факультеті Одеського університету.
Працював у галузі неорганічної, органічної та фізичної хімії. У 1880 році довів, що фумарова і малеїнова кислоти при окисленні дають дві ізомерні оксикислоти — виноградну й мезовинну, захистив в Одесі магістерську дисертацію «Про будову фумарової та малеїнової кислоти».
Захищає ступінь доктора хімії 1891 року в Одесі — дисертація «До питання про причини ізомерії фумарової та малеїнової кислот».
1895 року провів перетворення триметилену при високій температурі на пропілен.
З 1896 року — професор Новоросійського університету.
У 1899 році відкрив сполуки пероксиду водню з Na2СО3, в 1901 — з Na2SO4.
1908 року відкрив сполуки пероксиду водню з сечовиною.
Також вийшли друком його праці:
- «Деякі термохімічні дані для бурштинової та ізобурштинової кислот», «Журнал Російського Фізико-Хімічного Товариства», 1889,
- «Питомі маси ізомерних кислот», 1890,
- «Деякі термохімічні дані для органічних кислот», 1891,
- «Замітка щодо статті Осипова про ймовірну теплоту гідратації малеїнового ангідриду», 1891,
- «Дія води на бромобурштинову кислоту та її калійну сіль», 1891,
- «Теплота розчинення та нейтралізації альфа-диброміпіонової кислоти», 1892,
- «Термохімічні дані для бета-диброміропіонової кислоти», 1892,
- «Дві модифікації бензофенону», 1892,
- «Дві модифікації хлорооцтової кислоти»,1892,
- «Про дві модифікації хлористого йоду», 1893,
- «Реакція утворення азотноватистої кислоти», 1893,
- «Цемент водогону древнього Херсонесу», «Записки Новоросійського Товариства», 1893,
- «Вапняк з околиць Бахчисараю, придатний для приготування гідравлічного цементу», 1893,
- «До теорії Арреніуса», 1894,
- «Практичне керівництво по термохімії» (переклад праці Бертело), 1894, Одеса,
- «Перетворення триметилену в пропілен», 1895,
- «Про вільну хлороватисту кислоту», 1895,
- «Депресії деяких електролітів та неелектролітів в змішаних розчинниках», 1895,
- «Теорія розчинів», Одеса, 1895,
- «Про процес творення соди в природі», 1896,
- «Продукти розкладу фумарового гідроксиламіну», 1896,
- «Бурштиновий гідроксиламін та продукти його розкладу», 1897,
- «До теорії О. О. Яковкіна», 1897,
- «Щодо метафосфорних кислот», 1898,
- «Термохімічні дослідження в алкогольних розчинах», 1897,
- ціла низка публікацій в німецьких виданнях.